# كارل جونسون (ممثل مسرحي)
كارل جونسون (بالإنجليزية: Karl Johnson)‏ (و. 1948  م) هو ممثل مسرحي، وممثل أفلام، وممثل تلفزي بريطاني، ولد في ويلز.

## وصلات خارجية
- كارل جونسون على موقع IMDb (الإنجليزية)
- كارل جونسون على موقع قاعدة بيانات الأفلام العربية
- كارل جونسون على موقع ألو سيني (الفرنسية)
- كارل جونسون على موقع ميوزك برينز (الإنجليزية)
- كارل جونسون على موقع أول موفي (الإنجليزية)
- كارل جونسون على موقع قاعدة بيانات الأفلام السويدية (السويدية)
- كارل جونسون على موقع قاعدة بيانات الفيلم (الإنجليزية)
- كارل جونسون على موقع كينوبويسك (الروسية)
- كارل جونسون على موقع كينوبويسك (الروسية)